# Canadian Global Affairs Institute
Das Canadian Global Affairs Institute (CGAI; französisch Institut canadien des affaires mondiales, deutsch „Kanadisches Institut für globale Angelegenheiten“, vormals Canadian Defence and Foreign Affairs Institute CDFAI) ist eine unabhängige und überparteiliche Denkfabrik (englisch think tank) mit Hauptsitz in Calgary in der Provinz Alberta und einem weiteren Sitz in der kanadischen Hauptstadt Ottawa .
Es berichtet durch zahlreiche Veröffentlichungen umfassend über wichtige nationale und internationale Themen, wie Verteidigung, Diplomatie, Handel und Entwicklungen.